# John Dierkes
John Dierkes (ur. 10 lutego 1905 w Cincinnati, zm. 8 stycznia 1975 w Los Angeles) – amerykański aktor filmowy.

## Filmografia
- 1948: Makbet (Macbet)
- 1951: Istota z innego świata (The Thing From Another World)
- 1951: Szkarłatne godło odwagi (The Red Badge of Courage)
- 1952: Nędznicy (Les Miserables)
- 1952: Podróż ku Nowemu Światu  (Plymouth Adventure)
- 1953: Abbott i Costello spotykają Jekylla i Hyde’a (Abbott and Costello Meet Dr. Jekyll and Mr. Hyde)
- 1953: Jeździec znikąd (Shane)
- 1956: Ranczo w dolinie  (Jubal)
- 1959: Drzewo powieszonych (The Hanging Tree)
- 1960: Alamo (The Alamo)
- 1963: X – człowiek, który widział więcej ( X: The Man with the X-ray Eyes)
- 1972: Śmiercionośny ładunek jako Bill Parker